# Coribe
Coribe é um município brasileiro no interior do estado da Bahia. Está localizado na Região Intermediária de Barreiras.
Possui uma população de 14 310 habitantes, conforme estimativa do IBGE, de 2010.